# Ascochyta stilbocarpae
Ascochyta stilbocarpae är en svampart som beskrevs av Syd. 1924. Ascochyta stilbocarpae ingår i släktet Ascochyta, ordningen Pleosporales, klassen Dothideomycetes, divisionen sporsäcksvampar och riket svampar.   Inga underarter finns listade i Catalogue of Life.